# Xin nhờ tủ lạnh (Go fridge)
Xin nhờ tủ lạnh (Go Fridge) là chương trình ẩm thực kết hợp talkshow được Tencent mua bản quyền từ chương trình "Please take care of my refrigerator" của đài JTBC (Hàn Quốc). 2 MC chính của chương trình là Hà Cảnh và Vương Gia Nhĩ (Jackson Wang).

## Nội dung chương trình
Mỗi kì sẽ có một khách mời là người nổi tiếng, mang tủ lạnh của mình đến và chia sẻ những câu chuyện xung quanh cuộc sống cá nhân. Khách mời sẽ chọn ra hai trong số sáu đầu bếp cố định của chương trình để tham gia quyết đấu với nhau. Hai đầu bếp dựa vào các nguyên liệu có sẵn trong tủ lạnh để chế biến món ăn trong vòng 15 phút

## Thành viên

### MC
| MC            | Năm sinh         | Thời gian tham dự                         | Ghi chú                                                                |
| ------------- | ---------------- | ----------------------------------------- | ---------------------------------------------------------------------- |
| Hà Cảnh       | 28 tháng 4, 1974 | Mùa 1 đến nay                             |                                                                        |
| Vương Gia Nhĩ | 28 tháng 3, 1994 | Mùa 1 đến nay                             | Jackson Wang, thành viên người Hong Kong trong nhóm nhạc Hàn Quốc GOT7 |
| Ngụy Đại Huân | 12 tháng 4, 1989 | MC khách mời tập 5,6 mùa 1, tập 1-6 mùa 6 |                                                                        |

### Đầu bếp
| Đầu bếp       | Năm sinh | Nickname       | Thời gian tham dự | Ghi chú                                             |
| ------------- | -------- | -------------- | ----------------- | --------------------------------------------------- |
| Hoàng Nghiên  | 1974     | Thầy Hoàng     | Mùa 1 đến nay     | Đầu bếp chuyên nghiệp, chủ nhà hàng                 |
| An Hiền Mân   | 1974     | An mập, Đại ca | Mùa 1 đến nay     | Đầu bếp chuyên nghiệp, chủ nhà hàng, người Hàn Quốc |
| Điền Thụ      | 1988     | Thụ Thụ        | Mùa 1 đến nay     | Diễn viên, đầu bếp, chủ nhà hàng                    |
| Lưu Khải Lạc  | 1987     | Lạc Lạc        | Mùa 1 đến nay     | Stylish                                             |
| Diêu Vỹ Đào   | 1989     | Vigra, Vỹ Đào  | Mùa 1 đến nay     | Ca sĩ                                               |
| Hồ Sa Sa      | 1987     | Sa Sa          | Mùa 1 đến nay     | Ca sĩ                                               |
| Trần Thụy Hào | 1986     | Tiểu Kiệt      | Từ Tập 7 mùa 3    | Đầu bếp, pha chế rượu                               |
| La Lạp        | 1994     |                | Mùa 4             | Đầu bếp                                             |
| Lý Dương      | 1990     |                | Mùa 4             | Đầu bếp                                             |

## Thời gian phát sóng
| Mùa | Mùa   | Số tập | Thời gian phát sóng | Thời gian phát sóng |
| Mùa | Mùa   | Số tập | First aired         | Last aired          |
| --- | ----- | ------ | ------------------- | ------------------- |
|     | Mùa 1 | 10     | 3 tháng 12, 2015    | 3 tháng 2, 2016     |
|     | Mùa 2 | 10     | 18 tháng 5, 2016    | 7 tháng 7, 2016     |
|     | Mùa 3 | 10     | 12 tháng 4, 2017    | 15 tháng 6, 2017    |
|     | Mùa 4 | 10     | 25 tháng 4, 2018    | 27 tháng 6, 2018    |
|     | Mùa 5 | 10     | 10 tháng 4, 2019    | 15 tháng 6, 2019    |
|     | Mùa 6 | 10     | 28 tháng 4, 2020    |                     |

## Danh sách các tập

### Mùa 1
| Tập | Ngày phát sóng       | Khách mời                                                         | Nội dung                  | Đầu bếp quyết chiến           | Kết quả            | Ghi chú                     |
| --- | -------------------- | ----------------------------------------------------------------- | ------------------------- | ----------------------------- | ------------------ | --------------------------- |
| 1   | 03 tháng 12 năm 2015 | Trịnh Khải, Trần Hiểu                                             | Mở tủ lạnh Trịnh Khải     | Diêu Vỹ Đào, Hồ Sa Sa         | Hồ Sa Sa thắng     |                             |
| 2   | 10 tháng 12 năm 2015 | Trịnh Khải, Trần Hiểu                                             | Mở tủ lạnh Trần Hiểu      | Hoàng Nghiên, Lưu Khải Lạc    | Lưu Khải Lạc thắng |                             |
| 3   | 17 tháng 12 năm 2015 | Côn Lăng, Ngụy Thần                                               | Mở tủ lạnh Côn Lăng       | Hoàng Nghiên, An Hiền Mân     | An Hiền Mân thắng  |                             |
| 4   | 23 tháng 12 năm 2015 | Côn Lăng, Ngụy Thần                                               | Mở tủ lạnh Ngụy Thần      | An Hiền Mân, Diêu Vỹ Đào      | Diêu Vỹ Đào thắng  |                             |
| 5   | 30 tháng 12 năm 2015 | Trần Nghiên Hy, Vương Gia Nhĩ                                     | Mở tủ lạnh Trần Nghiên Hy | Lưu Khải Lạc, Hồ Sa Sa        | Lưu Khải Lạc thắng | MC khách mời: Ngụy Đại Huân |
| 6   | 06 tháng 01, 2016    | Trần Nghiên Hy, Vương Gia Nhĩ                                     | Mở tủ lạnh Vương Gia Nhĩ  | Hoàng Nghiên, Lưu Khải Lạc    | Hoàng Nghiên thắng | MC khách mời: Ngụy Đại Huân |
| 7   | 13 tháng 01, 2016    | Thẩm Mộng Thần, Đại Trương Vỹ                                     | Mở tủ lạnh Thẩm Mộng Thần | Diêu Vỹ Đào, Điền Thụ         | Điền Thụ thắng     |                             |
| 8   | 20 tháng 01, 2016    | Thẩm Mộng Thần, Đại Trương Vỹ                                     | Mở tủ lạnh Đại Trương Vỹ  | An Hiền Mân, Hồ Sa Sa         | Hồ Sa Sa thắng     |                             |
| 9   | 27 tháng 01, 2016    | Kim Tae-yeon, Jung Yong Hwa (đầu bếp: Kim Poong, Hong Seok Cheon) | Mở tủ lạnh Kim Tae Yeon   | An Hiền Minh, Kim Poong       | An Hiền Mân thắng  |                             |
| 10  | 03 tháng 02, 2016    | Kim Tae-yeon, Jung Yong Hwa (đầu bếp: Kim Poong, Hong Seok Cheon) | Mở tủ lạnh Jung Yong Hwa  | Hoàng Nghiên, Hong Seok Cheon | Hoàng Nghiên thắng |                             |

### Mùa 2
| Tập | Ngày phát sóng    | Khách mời                   | Nội dung                  | Đầu bếp quyết chiến        | Kết quả            | Ghi chú |
| --- | ----------------- | --------------------------- | ------------------------- | -------------------------- | ------------------ | ------- |
| 1   | 18 tháng 05, 2016 | Táp Bối Ninh, Tằng Thuấn Hy | Mở tủ lạnh Táp Bối Ninh   | Hoàng Nghiên, Điền Thụ     | Hoàng Nghiên thắng |         |
| 2   | 25 tháng 05, 2016 | Táp Bối Ninh, Tằng Thuấn Hy | Mở tủ lạnh Tằng Thuấn Hy  | Hoàng Nghiên, An Hiền Mân  | An Hiền Mân thắng  |         |
| 3   | 01 tháng 06, 2016 | Lý Tiểu Lộ, Tiết Chi Khiêm  | Mở tủ lạnh Lý Tiểu Lộ     | Hồ Sa Sa, An Hiền Mân      | An Hiền Mân thắng  |         |
| 4   | 08 tháng 06, 2016 | Lý Tiểu Lộ, Tiết Chi Khiêm  | Mở tủ lạnh Tiết Chi Khiêm | Diêu Vỹ Đào, Điền Thụ      | Diêu Vỹ Đào thắng  |         |
| 5   | 15 tháng 06, 2016 | Tống Giai, Bao Bối Nhĩ      | Mở tủ lạnh Tống Giai      | Hồ Sa Sa, Hoàng Nghiên     | Hồ Sa Sa thắng     |         |
| 6   | 22 tháng 06, 2016 | Tống Giai, Bao Bối Nhĩ      | Mở tủ lạnh Bao Bối Nhĩ    | Hồ Sa Sa, Điền Thụ         | Điền Thụ thắng     |         |
| 7   | 29 tháng 06, 2016 | Lưu Hạo Nhiên, Đỗ Hải Đào   | Mở tủ lạnh Lưu Hạo Nhiên  | Diêu Vỹ Đào, Lưu Khải Lạc  | Lưu Khải Lạc thắng |         |
| 8   | 06 tháng 07, 2016 | Lưu Hạo Nhiên, Đỗ Hải Đào   | Mở tủ lạnh Đỗ Hải Đào     | An Hiền Mân, Diêu Vỹ Đào   | Diêu Vỹ Đào thắng  |         |
| 9   | 13 tháng 07, 2016 | Song Ji Hyo, Gary           | Mở tủ lạnh Song Ji Hyo    | Hoàng Nghiên, An Hiền Mân  | An Hiền Mân thắng  |         |
| 10  | 20 tháng 07, 2016 | Song Ji Hyo, Gary           | Mở tủ lạnh Gary           | Hoàng Nghiên, Lưu Khải Lạc | Hoàng Nghiên thắng |         |

### Mùa 3
| Tập | Ngày phát sóng    | Khách mời                                                                           | Nội dung                     | Đầu bếp quyết chiến         | Kết quả             | Ghi chú                                                         |
| --- | ----------------- | ----------------------------------------------------------------------------------- | ---------------------------- | --------------------------- | ------------------- | --------------------------------------------------------------- |
| 1   | 12 tháng 04, 2017 | Tạ Na, Thái Khang Vĩnh Đầu bếp: Đới Long, Cổ Chí Huy                                | Mở tủ lạnh Tạ Na             | Hoàng Nghiên, Cổ Chí Huy    | Cổ Chí Huy thắng    |                                                                 |
| 2   | 19 tháng 04, 2017 | Tạ Na, Thái Khang Vĩnh Đầu bếp: Đới Long, Cổ Chí Huy                                | Mở tủ lạnh Thái Khang Vĩnh   | An Hiền Mân, Đới Long       | Đới Long thắng      |                                                                 |
| 3   | 26 tháng 04, 2017 | Vương Thi Linh (và Lý Tương) Sa Tuấn Bác (và Sa Dật) Đầu bếp: Samantha Lee, Lý Oánh | Mở tủ lạnh Vương Thi Linh    | Samantha và Lý Oánh         | Samantha Lee thắng  |                                                                 |
| 4   | 03 tháng 05, 2017 | Vương Thi Linh (và Lý Tương) Sa Tuấn Bác (và Sa Dật) Đầu bếp: Samantha Lee, Lý Oánh | Mở tủ lạnh Sa Tuấn Bác       | Hồ Sa Sa và An Hiền Mân     | An Hiền Mân thắng   |                                                                 |
| 5   | 10 tháng 05, 2017 | Tào Vân Kim, Triệu Thiệu Cương Đầu bếp: Trần Thụy Hào, Ngụy Hãn                     | Mở tủ lạnh Tào Vân Kim       | Trần Thụy Hào và Điền Thụ   | Trần Thụy Hào thắng |                                                                 |
| 6   | 17 tháng 05, 2017 | Tào Vân Kim, Triệu Thiệu Cương Đầu bếp: Trần Thụy Hào, Ngụy Hãn                     | Mở tủ lạnh Triệu Thiệu Cương | Trần Thụy Hào và Ngụy Hãn   | Trần Thụy Hào thắng |                                                                 |
| 7   | 24 tháng 05, 2017 | Trần Hách, Lâu Nghệ Tiêu Đầu bếp: Hà Giai Linh                                      | Mở tủ lạnh Trần Hách         | Hồ Sa Sa và An Hiền Mân     | An Hiền Mân thắng   | Trần Thụy Hào gia nhập chương trình, trở thành thành viên thứ 9 |
| 8   | 01 tháng 06, 2017 | Trần Hách, Lâu Nghệ Tiêu Đầu bếp: Hà Giai Linh                                      | Mở tủ lạnh Lâu Nghệ Tiêu     | Hà Giai Linh và Diêu Vỹ Đào | Hà Giai Linh thắng  | Trần Thụy Hào gia nhập chương trình, trở thành thành viên thứ 9 |
| 9   | 08 tháng 06, 2017 | Diêu Thần, Vương Lạc Đan                                                            | Mở tủ lạnh Vương Lạc Đan     | An Hiền Mân và Diêu Vỹ Đào  | An Hiền Mân thắng   |                                                                 |
| 10  | 15 tháng 06, 2017 | Diêu Thần, Vương Lạc Đan                                                            | Mở tủ lạnh Diêu Thần         | Hoàng Nghiên, Trần Thụy Hào | Hoàng Nghiên thắng  |                                                                 |

### Mùa 4
| Đội 1                                    | Đội 2                                      |
| ---------------------------------------- | ------------------------------------------ |
| Tiểu Kiệt (bếp trưởng) Điền Thụ Lý Dương | Hoàng Nghiên (bếp trưởng) Lola An Hiền Mân |

| Đội 1                                    | Đội 2                                        |
| ---------------------------------------- | -------------------------------------------- |
| Lý Dương (bếp trưởng) Tiểu Kiệt Điền Thụ | An Hiền Mân (Bếp trưởng) La Lạp Hoàng Nghiên |

| Đội 1                                           | Đội 2                                    |
| ----------------------------------------------- | ---------------------------------------- |
| Hoàng Nghiên (bếp trưởng) Tiểu Kiệt Diêu Vỹ Đào | La Lạp (bếp trưởng) An Hiền Mân Hồ Sa Sa |

| Đội 1                                    | Đội 2                                           |
| ---------------------------------------- | ----------------------------------------------- |
| Hồ Sa Sa (bếp trưởng) An Hiền Mân La Lạp | Hoàng Nghiên (bếp trưởng) Diêu Vỹ Đào Tiểu Kiệt |

| Đội 1                                           | Đội 2                                |
| ----------------------------------------------- | ------------------------------------ |
| Dương Kỳ Dĩnh (bếp trưởng) An Hiền Mân Điền Thụ | Lý Dương (bếp trưởng) Tiểu Kiệt Lola |

| Đội 1                                           | Đội 2                                |
| ----------------------------------------------- | ------------------------------------ |
| An Hiền Mân (bếp trưởng) Dương Kỳ Dĩnh Điền Thụ | Lola (bếp trưởng) Tiểu Kiệt Lý Dương |

| Đội 1                                   | Đội 2                                       |
| --------------------------------------- | ------------------------------------------- |
| Tiểu Kiệt (bếp trưởng) Lola An Hiền Mân | Lý Dương (bếp trưởng) Hoàng Nghiên Hồ Sa Sa |

| Đội 1                                   | Đội 2                                       |
| --------------------------------------- | ------------------------------------------- |
| Lola (bếp trưởng) An Hiền Mân Tiểu Kiệt | Lý Dương (bếp trưởng) Hoàng Nghiên Hồ Sa Sa |

| Đội 1                                    | Đội 2                                      |
| ---------------------------------------- | ------------------------------------------ |
| Điền Thụ (bếp trưởng) Lý Dương Tiểu Kiệt | An Hiền Mân (bếp trưởng) Hoàng Nghiên Lola |

| Đội 1                                    | Đội 2                                      |
| ---------------------------------------- | ------------------------------------------ |
| Lý Dương (bếp trưởng) Điền Thụ Tiểu Kiệt | Lola (bếp trưởng) Hoàng Nghiên An Hiền Mân |

### Mùa 5
| Tập | Ngày phát sóng    | Khách mời                   | Đầu bếp quyết chiến                                        | Kết quả            | Ghi chú |
| --- | ----------------- | --------------------------- | ---------------------------------------------------------- | ------------------ | ------- |
| 1   | 10 tháng 04, 2019 | Lý Vũ Xuân, Quan Hiểu Đồng  | Lưu Khải Lạc, Vương Gia Nhĩ PK Tiểu Kiệt, Quan Hiểu Đồng   | Tiểu Kiệt thắng    |         |
| 2   | 17tháng 04, 2019  | Lý Vũ Xuân, Quan Hiểu Đồng  | An Hiền Mân, Vương Gia Nhĩ PK Lola, Lý Vũ Xuân             | Lola thắng         |         |
| 3   | 24 tháng 04, 2019 | Trì Tử, Ngô Hân             | Lola, Vương Gia Nhĩ PK Dương Bắc Xuyên, Ngô Hân            | Lola thắng         |         |
| 4   | 01 tháng 05, 2019 | Trì Tử, Ngô Hân             | Hoàng Nghiên, Vương Gia Nhĩ PK Lý Dương, Trì Tử            | Lý Dương thắng     |         |
| 5   | 08 tháng 05, 2019 | Bành Dục Sướng, Thẩm Nguyệt | Lý Dương, Vương Gia Nhĩ PK Lola, Thẩm Nguyệt               | Lý Dương thắng     |         |
| 6   | 15 tháng 05, 2019 | Bành Dục Sướng, Thẩm Nguyệt | Hoàng Nghiên, Vương Gia Nhĩ PK An Hiền Mân, Bành Dục Sướng | Hoàng Nghiên thắng |         |
| 7   | 22 tháng 05, 2019 | Châu Đông Vũ, Papi Trương   | Lola, Vương Gia Nhĩ PK Hoàng Nghiên, Papi Trương           | Hoàng Nghiên thắng |         |
| 8   | 29 tháng 05, 2019 | Châu Đông Vũ, Papi Trương   | Hoàng Nghiên, Vương Gia Nhĩ PK Lưu Khải Lạc, Châu Đông Vũ  | Lưu Khải Lạc thắng |         |
| 9   | 05 tháng 06, 2019 | Dương Tử, Mao Bất Dịch      | Lưu Khải Lạc, Vương Gia Nhĩ PK An Hiền Mân, Mao Bất Dịch   | An Hiền Mân thắng  |         |
| 10  | 12 tháng 06, 2019 | Dương Tử, Mao Bất Dịch      | An Hiền Mân, Vương Gia Nhĩ PK Tiểu Kiệt, Dương Tử          | An Hiền Mân thắng  |         |